# Wirken (Kochen)
Wirken ist der zweite Arbeitsgang beim Aufarbeiten von Teigen. Die Brüche werden in kreisenden Bewegungen rundgeknetet. Hierdurch erreicht man eine Porenvermehrung, die der Teigstabilität zugutekommt. Zudem kann das durch die Gärung entstandene Kohlenstoffdioxid aus dem Teig entweichen und neuer Sauerstoff eingearbeitet werden. Diesen braucht die Hefe für ihre weitere Aktivität.
Als Wirkfehler werden Brotfehler bezeichnet, die durch fehlerhaftes Wirken verursacht werden. Es entstehen Wirkblasen, verursacht durch zu geringe Druckausübung, oder Wirkeinschlüsse, die durch zu viel Mehl verursacht werden.